# Williamsville (New York)
Williamsville ist eine Stadt in Erie County im Bundesstaat New York der Vereinigten Staaten von Amerika. Das Dorf wurde nach Jonas Williams, einem damaligen Siedler benannt. Irokesen nannten das Gebiet sinngemäß Viele Wasserfälle.

## Lage und Geschichte
Das Dorf wurde 1850 gegründet und weist die Besonderheit auf, dass es zum Gebiet zweier Städte gehört. Das Dorf liegt mit seinem größten Teil in Amherst und mit einem kleinen Teil in Cheektowaga im Nordwesten von Erie County.

## Söhne und Töchter der Stadt
- Charles V. Fornes (1844–1929), Politiker
- Jeff Farkas (* 1978), Eishockeyspieler
- Alexandra Sahlen (* 1982), Fußballspielerin, -trainerin und -funktionärin
- Rob Gronkowski (* 1989), American-Football-Spieler, wuchs in Williamsville auf
- Andrew Poturalski (* 1994), Eishockeyspieler
- Justin Bailey (* 1995), Eishockeyspieler